# Werner Tabel
Werner Tabel (* 5. Februar 1929; † 24. Dezember 2011 in Düsseldorf) war ein deutscher Historiker, Namibia-Experte und Autor.

## Leben und Werk
Der aus einfachen Verhältnissen stammende „Klassenprimus“ Werner Tabel zeigte besonderes Interesse an Geschichte und Geografie, konnte sich nach seinem Abitur aber kein Studium leisten. Er schlug stattdessen wie sein Vater eine Laufbahn bei der Deutschen Post ein, wo er bis zum Oberamtmann aufstieg. Sein Interesse an Namibia nährte er mit Literatur und ab 1970 auch mit Reisen in das Land.
Seinem geschichtlichen Interesse an Deutsch-Südwestafrika und dann Südwestafrika, dem heutigen Namibia, war Tabel seit 1970 schon durch nebenberufliche Tätigkeit als Autor für Periodika, Zeitungen und Zeitschriften nachgegangen. Seine Beiträge wurden beispielsweise im Afrikanischen Heimatkalender (erschienen 1930 bis 2009) und in der Allgemeinen Zeitung in Windhoek veröffentlicht. Darüber hinaus pflegte er intensive, auch persönliche Kontakte zu Schriftstellern und Autoren in dem Land. 1977 gehörte er zu den Gründungsmitgliedern der Deutsch-Namibischen Gesellschaft (DNG) und gehörte zeitweise auch dem Vorstand an. 2007 erschien sein Standardwerk Autoren Südwestafrikas.
Werner Tabel erbte die etwa 2000 Positionen umfassende Fotosammlung der 1974 verstorbenen Fotografin und Kriegsreporterin Ilse Steinhoff. Diese übergab er 2010 dem Archiv der Basler Afrika Bibliographien (BAB).
Nach seiner Pensionierung 1994 holte er nach, wofür er sich schon als Schüler interessiert hatte, und absolvierte ein Studium der Neueren Geschichte und Germanistik an der Universität Düsseldorf. Im Rahmen seines Studiums „systematisierte und vervollständigte er auch seine Arbeiten über die südwestafrikanischen Kolonialliteraten“.
Der Germanist und Literaturwissenschaftler Thomas Keil (* 1970) hat in seiner Dissertation Die postkoloniale deutsche Literatur in Namibia (1920 – 2000) 2003 festgestellt, dass der Begriff Südwester Literatur auf Werner Tabel zurückgeht, der in den 1970er Jahren sechs Aufsätze zur deutschsprachigen Literatur Südwestafrikas veröffentlichte. Zuvor sei Deutsche Literatur in dem Land „lange Zeit nicht entdeckt, obwohl doch [diese mit der] vormaligen kolonialen Anbindung erkennbar vorlagen“. „Südwest“ sei ein identitätsstiftender Begriff gewesen und bezeichnete „alles, was in Bezug dazu stand“. Keil kritisiert das Fehlen jeglicher „literaturgeschichtlicher Zusammenhänge und Entwicklungstendenzen“ und zu geringe Distanz. Einschränkend gesteht Keil ein, dass Tabel sich nur mit Kolonial- und Mandatsliteratur und nicht mit der Literatur des Missionswesens oder der Zeit nach dem Zweiten Weltkrieg beschäftigt habe. Die Namibia Wissenschaftliche Gesellschaft (NWG) listet in ihrer Online-Präsenz mehr als ein Dutzend Werke Tabels in deutscher Sprache auf.

## Werke
- Erlebnisschilderungen von Soldaten und Siedlern aus der Kolonial- und Mandatszeit Südwestafrikas. In: Afrikanischer Heimatkalender, Windhoek 1975, S. 81–122
- Erlebnisberichte von Forschern und Jägern aus der Kolonialzeit Südwestafrikas. In: Afrikanischer Heimatkalender, Windhoek 1976, S. 85–120
- Erlebnisberichte von Ärzten aus der Kolonial- und Mandatszeit Südwestafrikas. In: Afrikanischer Heimatkalender, Windhoek 1977, S. 35–62
- Erlebnisberichte von Journalisten und Schriftstellern aus der Kolonial- und Mandatszeit Südwestafrikas. In: Afrikanischer Heimatkalender, Windhoek 1978, S. 27–54
- Autoren Südwestafrikas: Biographien, Rezensionen und Hintergrundinformationen. Klaus Hess Verlag, Göttingen 2007, ISBN 978-3-933117-37-3